# Family Stories
Family Stories war eine deutsche Scripted-Reality-Show des deutschen Privatsenders RTL II, welche von 18. Juli 2011 bis zum 15. Juni 2018 ausgestrahlt und von Janus TV produziert wurde.

## Inhalt
Ähnlich wie bei den Geissens bzw. den Wollnys zeigte die Show Familien oder Einzelpersonen, die unerwartete, meist amüsante Situationen mit positivem Ende erlebten. Die jeweiligen Personen wurden dabei meistens in unpassenden oder peinlichen Situationen dargestellt. Laut Programmchef des Senders sprach man mit aktuellen Themen junges Publikum an und zeigte echte Familien.
Seit dem 16. Januar 2012 wurde Family Stories aufgrund schlechter Quoten vormittags gegen 11 Uhr ausgestrahlt, vorher um 17 Uhr im Nachmittagsprogramm.

## Episoden
Die Show bestand aus mehreren Episodenreihen, die sich mit jeweils einer Geschichte beschäftigten.
| Episodentitel                                          | Episodenanzahl | Jahr(e)         |
| ------------------------------------------------------ | -------------- | --------------- |
| Adoption – Unsere letzte Hoffnung                      | 3              |                 |
| Aus zwei mach eins                                     | 5              | 2012            |
| Der Campingkönig                                       | 5              | 2012            |
| Deutschlands größte Spar-Familie                       | 4              | 2014            |
| Die Botox-Boys                                         | 4              | 2013–2014       |
| Die Dirndl Dolls                                       | 2              | 2014            |
| Die Herrens, Willis wilde Welt                         | 5              | 2014            |
| Die Hohlbeins – Eine total fantastische Familie1       | 7              | 2014            |
| Die Kleins                                             | 2              | 2015            |
| Die Schrottladies. Ihre Liebe rostet nicht!            | 3              | 2014            |
| Die Waschlingers – Eine schrecklich bayerische Familie | 2              | 2014            |
| Ein Block nimmt ab                                     | 5              | 2014            |
| Eine Familie mit Benzin im Blut                        | 5              | 2012            |
| Eine Schrecklich chaotische Familie                    | 5              | 2012            |
| Eine schrecklich große Familie1                        | 28             | 2011–2013       |
| Eine schrecklich verrückte Tattoo-Familie              | 7              | 2011, 2014      |
| Endlich schuldenfrei                                   | 4              | 2013            |
| Goodbye Freiheit – Die Junggesellenabschiede           | 4              |                 |
| Helmut Berger und sein Botox-Boy                       | 2              | 2014            |
| Hilfe – Ich bin käsesüchtig!                           | 12             | 2012–2013, 2015 |
| Hilfe – Ich bin kuscheltiersüchtig!                    | 3              | 2014            |
| Hilfe, ich werde überwacht!                            | 20             | 2011–2014       |
| Hilfe, meine Mama ist so peinlich!                     | 6              | 2013            |
| Ich will Topmodel werden!                              | 10             | 2011–2012       |
| Ingrid auf der Suche nach dem Glück                    | 5              | 2012            |
| Johanna und Jochen im Liebesglück                      | 5              | 2014            |
| Klein, aber oho!                                       | 5              | 2012            |
| Kleine Frau ganz groß                                  | 5              | 2012            |
| Kleine Leute, große Welt!                              | 6              | 2014            |
| Kleiner Mann ganz groß                                 | 2              | 2013            |
| Krieg am Gartenzaun1                                   | 6              | 2012            |
| Krieg endlich dein Leben in den Griff                  | 12             | 2012–2013, 2015 |
| Liebe im Paradies                                      | 6              | 2012–2013       |
| Mama Mia – Die ersten Babyjahre1                       | 6              | 2013            |
| Multikulti – Familien in Deutschland                   | 4              | 2014            |
| Nina Kristin – Ein It-Girl wird erwachsen              | 5              | 2012            |
| Peter sucht seine Traumfrau                            | 5              | 2011            |
| Sabotage in Tisno                                      | 5              | 2012            |
| Sahne ist mein Leben!                                  | 12             | 2011, 2014–2015 |
| Sexy Julias Weg ins Glück                              | 5              | 2013–2014       |
| Suche Familie!                                         | 7              | 2013–2014       |
| Teenie-Mütter1                                         | 19             | 2012–2014       |
| Trouble mit neun Kindern                               | 5              | 2011            |
| Val & Flo in Love1                                     | 5              | 2013            |
| Volles Pfund Jasmine                                   | 5              | 2011            |
| Wasser ist mein Element!                               | 4              | 2013            |
| Wie angel ich mir einen Millionär                      | 5              | 2012            |
| Wir fliehen aufs Land                                  | 5              | 2011            |
| XXL-Becci                                              | 2              | 2015            |
| Wunschkinder – Der Traum vom Babyglück1                | 8              | 2013–2014       |
| Zwei Schrottladies                                     | 2              | 2015            |

1Zu dieser Reihe gab es auch ein Spin-off